# Dinotopia (série télévisée)
Pour l’article homonyme, voir Dinotopia.
Dinotopia (Dinotopia: The Series) est une série télévisée américaine en treize épisodes de 42 minutes dont seulement six épisodes ont été diffusés entre le 28 novembre 2002 et le 26 décembre 2002 sur le réseau ABC. Les épisodes restants ont été diffusés à partir du 6 juillet 2003 au Royaume-Uni. La série fait suite à la mini-série Dinotopia avec des acteurs différents.
En France, la série a été diffusée à partir du 14 avril 2005 sur M6 puis rediffusée sur Téva, W9, TF6, à partir du 14 avril 2013 sur 6ter et dès le 25 novembre 2016 sur Gulli. En Belgique, à partir du 27 décembre 2004 sur La Une puis rediffusée dès le 20 décembre 2014 sur AB3. Elle reste néanmoins inédite dans les autres pays francophones.

## Synopsis
La série suit les péripéties de la famille Scott après leur échouement sur l'île de Dinotopia.

## Fiche technique
- Titre original : Dinotopia: The Series
- Titre français : Dinotopia
- Création : James Gurney
- Réalisation : Thomas J. Wright (épisodes 1 à 4), Mario Azzopardi (épisode 5) et Mike Fash (épisode 6)
- Scénario : Judy Morris et Raymond Khoury
- Musique : Trevor Jones
- Pays d'origine :  États-Unis
- Langue originale : anglais
- Format : couleur
- Durée : 42 minutes par épisode

## Distribution

### Acteurs principaux
- Shiloh Strong (en) (VF : Yoann Sover) : David Scott
- Erik von Detten (VF : Rémi Bichet) : Karl Scott
- Georgina Rylance (VF : Sylvie Jacob) : Marion Séville
- Michael Brandon (VF : Patrick Béthune) : Frank Scott
- Jonathan Hyde (VF : Pierre Dourlens) : Maire Waldo Séville
- Sophie Ward (VF : Sylvia Bergé) : Rosemary Séville
- Lisa Zane (VF : Maïk Darah) : Tores Le Sage
- Omid Djalili (VF : Patrick Borg) : Zipeau (voix)
- Sian Brooke : Krista

Source VF : Doublage Séries Database

## Épisodes
| N° | #  | Titre                                           | Réalisation               | Scénario                  | Première diffusion                    |
| -- | -- | ----------------------------------------------- | ------------------------- | ------------------------- | ------------------------------------- |
| 01 | 01 | Les Hors-la-loi (partie 1) Marooned             | Thomas J. Wright          | Raymond Khoury            | États-Unis : 28 novembre 2002 sur ABC |
| 02 | 02 | Les Hors-la-loi (partie 2) Making Good          | Thomas J. Wright          | Raymond Khoury            | États-Unis : 28 novembre 2002 sur ABC |
| 03 | 03 | L'Élixir de Jouvence (partie 1) Handful of Dust | Thomas J. Wright          | Raymond Khoury            | États-Unis : 5 décembre 2002 sur ABC  |
| 04 | 04 | L'Élixir de Jouvence (partie 2) Contact         | Thomas J. Wright          | Raymond Khoury            | États-Unis : 12 décembre 2002 sur ABC |
| 05 | 05 | Les Naufragés (partie 1) Matriarch              | Mario Azzopardi           | Judy Morris               | États-Unis : 19 décembre 2002 sur ABC |
| 06 | 06 | Les Naufragés (partie 2) Big Fight              | Mike Fash                 |                           | États-Unis : 26 décembre 2002 sur ABC |
| 07 | 07 | Les Élections (partie 1) Night of the Wartosa   | David Winning             | Nick Harding              | Royaume-Uni : 6 juillet 2003          |
| 08 | 08 | Les Élections (partie 2) LeSage                 | Mike Fash                 | Howard Ellis Nick Harding | Royaume-Uni : 13 juillet 2003         |
| 09 | 09 | Le Virus (partie 1) Car Wars                    | Howard Ellis Nick Harding | Nick Harding              | Royaume-Uni : 20 juillet 2003         |
| 10 | 10 | Le Virus (partie 2) Lost and Found              | Mario Azzopardi           | Raymond Khoury            | Royaume-Uni : 27 juillet 2003         |
| 11 | 11 | Le Passage (partie 1) The Cure (Part 1)         | Thomas J. Wright          |                           | Royaume-Uni : 3 août 2003             |
| 12 | 12 | Le Passage (partie 2) The Cure (Part 2)         | Thomas J. Wright          |                           | Royaume-Uni : 10 août 2003            |
| 13 | 13 | titre français inconnu Crossroads               | Mario Azzopardi           |                           | Royaume-Uni : 17 août 2003            |

## Commentaires
- Il s'agit d'une suite de la mini-série en 3 parties Dinotopia. La totalité de la distribution a été changée. Seul un nouveau personnage a été introduit : Tores Le Sage, interprété par Lisa Zane.
- Le dernier épisode est inédit en France.